# Mark Rowe
Mark Rowe (* 28. Juli 1960 in Byhalia, Mississippi) ist ein ehemaliger US-amerikanischer Sprinter, der sich auf den 400-Meter-Lauf spezialisiert hatte.
1985 gewann er Bronze bei den Leichtathletik-Hallenweltspielen in Paris, und 1987 siegte er bei den Panamerikanischen Spielen in Indianapolis in der 4-mal-400-Meter-Staffel.
1984 und 1985 wurde er US-Meister über 400 m, 1984 und 1989 US-Hallenmeister über 600 Yards bzw. 500 m und 1988 Ungarischer Hallenmeister über 400 m.
1990 wurde er für zwei Jahre wegen eines Verstoßes gegen die Dopingbestimmungen gesperrt, nachdem in einem Dopingtest am 27. Mai 1989 Methyltestosteron bei ihm nachgewiesen worden war.

## Persönliche Bestzeiten
- 400 m: 44,87 s, 16. Juni 1985, Indianapolis
  - Halle: 46,31 s, 19. Januar 1985, Paris